# La Rochénard
La Rochénard est une commune du centre-ouest de la France située dans le département des Deux-Sèvres en région Nouvelle-Aquitaine.

## Géographie
La Rochénard se situe au sud ouest du département des Deux-Sèvres, dans le canton de Mauzé-sur-le-Mignon, dans une plaine calcaire. Village groupé.
Une partie des villages de la Maison Neuve et Olbreuse sont sur le territoire de la commune de La Rochénard.
Les habitants de La Rochénard sont appelés les Rochénardais et Rochénardaises.

### Accès et transports
La route départementale 115 traverse la commune sur un axe nord-sud.
Les deux gares les plus proches sont à Prin-Deyrançon à l'ouest et Epannes au nord-est.

### Climat
Pour des articles plus généraux, voir Climat de la Nouvelle-Aquitaine et Climat des Deux-Sèvres.
Historiquement, la commune est exposée à un climat océanique du nord-ouest.  
En 2020, Météo-France publie une typologie des climats de la France métropolitaine dans laquelle la commune est exposée à un climat océanique et est dans la région climatique  Poitou-Charentes, caractérisée par un bon ensoleillement, particulièrement en été et des vents modérés.
Pour la période 1971-2000, la température annuelle moyenne est de 12,2 °C, avec une amplitude thermique annuelle de 14,2 °C. Le cumul annuel moyen de précipitations est de 847 mm, avec 12,7 jours de précipitations en janvier et 6,8 jours en juillet. Pour la période 1991-2020, la température moyenne annuelle observée sur la station météorologique la plus proche, située sur la commune de Prin-Deyrançon à 4 km à vol d'oiseau, est de 12,9 °C et le cumul annuel moyen de précipitations est de 837,0 mm,. Pour l'avenir, les paramètres climatiques de la commune estimés pour 2050 selon différents scénarios d’émission de gaz à effet de serre sont consultables sur un site dédié publié par Météo-France en novembre 2022.

## Urbanisme

### Typologie
Au 1er janvier 2024, La Rochénard est catégorisée commune rurale à habitat dispersé, selon la nouvelle grille communale de densité à sept niveaux définie par l'Insee en 2022.
Elle est située hors unité urbaine. Par ailleurs la commune fait partie de l'aire d'attraction de Niort, dont elle est une commune de la couronne,. Cette aire, qui regroupe 91 communes, est catégorisée dans les aires de 50 000 à moins de 200 000 habitants,.

### Occupation des sols
L'occupation des sols de la commune, telle qu'elle ressort de la base de données européenne d’occupation biophysique des sols Corine Land Cover (CLC), est marquée par l'importance des territoires agricoles (91,1 % en 2018), en diminution par rapport à 1990 (92,6 %). La répartition détaillée en 2018 est la suivante : 
terres arables (87,9 %), zones urbanisées (5,9 %), forêts (3 %), zones agricoles hétérogènes (2,4 %), prairies (0,8 %). L'évolution de l’occupation des sols de la commune et de ses infrastructures peut être observée sur les différentes représentations cartographiques du territoire : la carte de Cassini (XVIIIe siècle), la carte d'état-major (1820-1866) et les cartes ou photos aériennes de l'IGN pour la période actuelle (1950 à aujourd'hui).

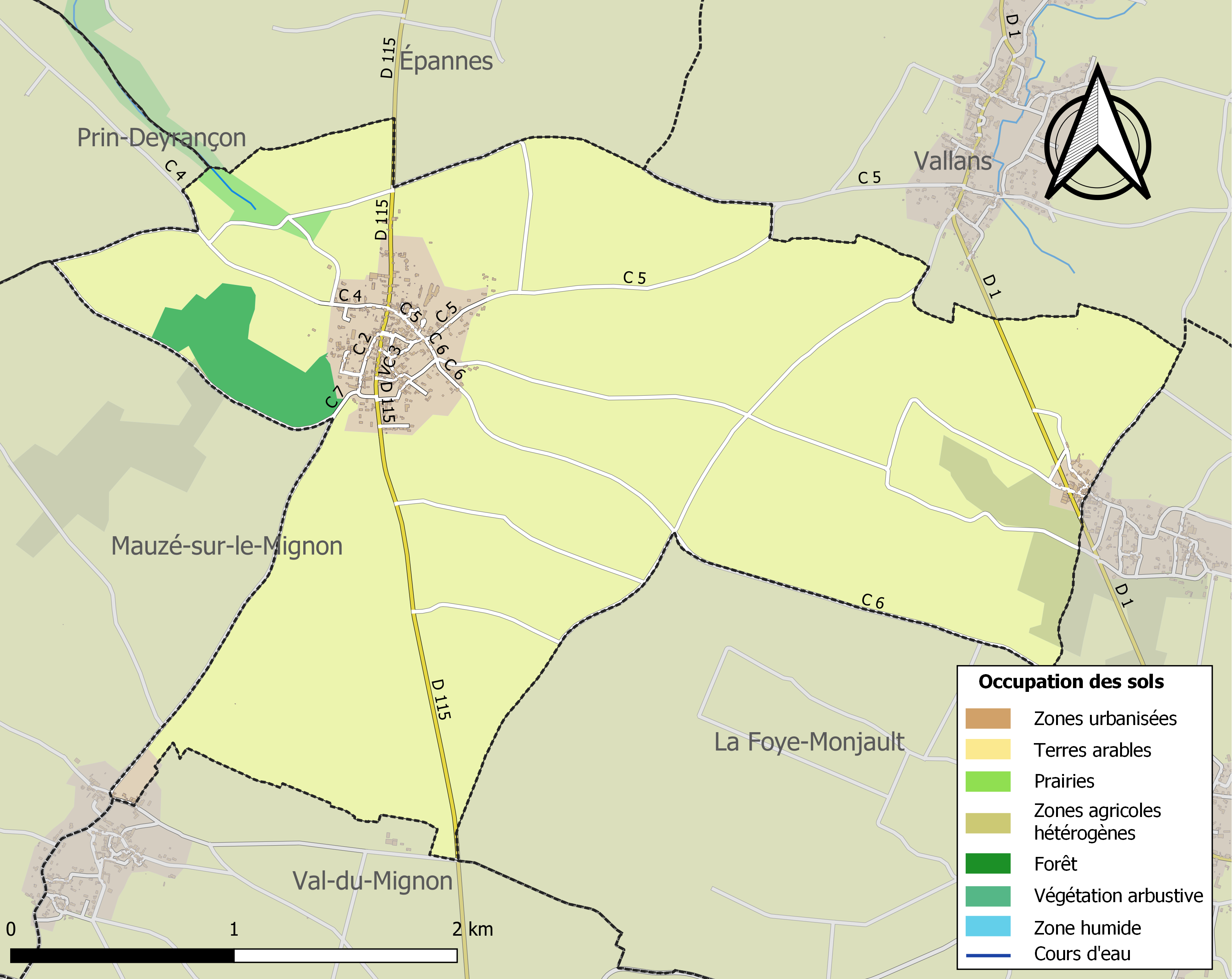
Carte des infrastructures et de l'occupation des sols de la commune en 2018 (CLC).

### Risques majeurs
Le territoire de la commune de La Rochénard est vulnérable à différents aléas naturels : météorologiques (tempête, orage, neige, grand froid, canicule ou sécheresse), mouvements de terrains et séisme (sismicité modérée). Un site publié par le BRGM permet d'évaluer simplement et rapidement les risques d'un bien localisé soit par son adresse soit par le numéro de sa parcelle.

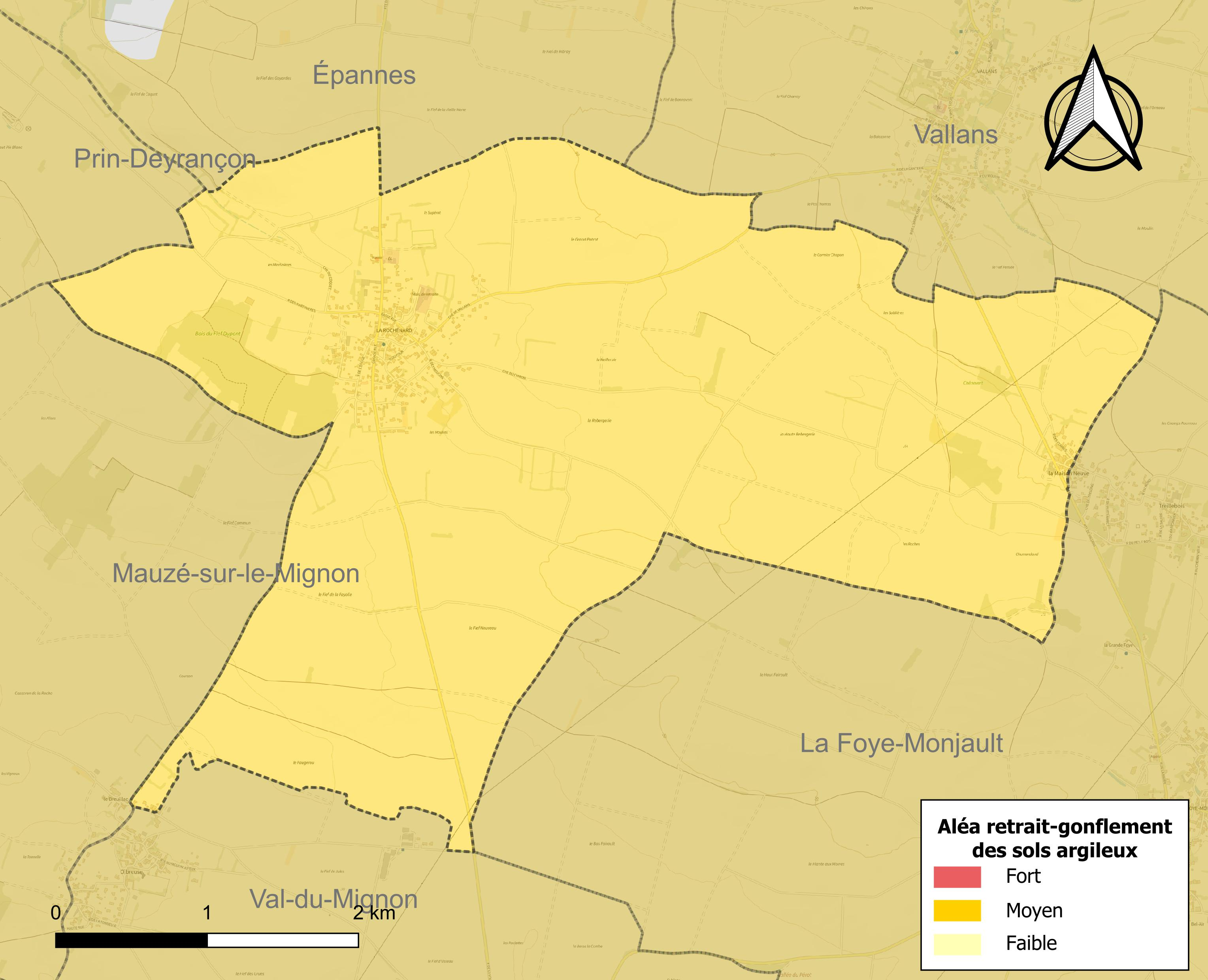
Carte des zones d'aléa retrait-gonflement des sols argileux de La Rochénard.

Les mouvements de terrains susceptibles de se produire sur la commune sont des tassements différentiels. Le retrait-gonflement des sols argileux est susceptible d'engendrer des dommages importants aux bâtiments en cas d’alternance de périodes de sécheresse et de pluie. La totalité de la commune est en aléa moyen ou fort (54,9 % au niveau départemental et 48,5 % au niveau national). Depuis le 1er octobre 2020, en application de la loi ELAN, différentes contraintes s'imposent aux vendeurs, maîtres d'ouvrages ou constructeurs de biens situés dans une zone classée en aléa moyen ou fort,.
La commune a été reconnue en état de catastrophe naturelle au titre des dommages causés par les inondations et coulées de boue survenues en 1982, 1983, 1999 et 2010 et par des mouvements de terrain en 1999 et 2010.

## Étymologie
Le village a connu différentes orthographes au cours des siècles : La Roche-Aynardi en 1287, La Rochesnard en 1381, La Roche-Eynard en 1392 et la Roche-Esnard en 1688. Il doit son nom au patronyme germanique Eynard, évolution d'un ancien Eginhard/Eginardus.

## Histoire
Situé sur l’ancienne voie romaine de Saintes à Angers. Des fouilles archéologiques, effectuées le long de cette voie romaine, au lieu-dit la Pointe de Faugeroux ont mis au jour un enclos funéraire d’une trentaine de mètres de côté, des ossements humains et animaux, de nombreux tessons de céramique, de clous, de fragments de verre et des monnaies d’Auguste et Claude.
Au XIXe siècle, la culture de la vigne était la principale activité, prospère jusqu’en 1875. L’apparition du phylloxéra ruine cette production, la misère s’installe. Des essais de plantation de pieds greffés américains sont tentés, mais, la vigne est remplacée par l’élevage et ensuite la polyculture. Le village a conservé son titre de « cognac, bois ordinaire ».

## Politique et administration
| Période    | Période    | Identité         | Étiquette | Qualité |
| ---------- | ---------- | ---------------- | --------- | ------- |
| 10/12/1919 | 22/03/1959 | Clodomir Arnaud  |           |         |
| 22/03/1959 | 28/03/1965 | Camille Rousseau |           |         |
| 28/03/1965 | 23/06/1995 | André Arnaud     | DVG       |         |
| 23/06/1995 | 23/03/2001 | Marcel Chaigne   |           |         |
| 23/03/2001 | En cours   | Sylvie Debœuf    |           |         |

## Démographie
À partir du XXIe siècle, les recensements réels des communes de moins de 10 000 habitants ont lieu tous les cinq ans. Pour La Rochénard, cela correspond à 2008, 2013, 2018, etc. Les autres dates de « recensements » (comme 2006, 2009, etc.) sont des estimations légales.
| 1793 | 1800 | 1806 | 1821 | 1831 | 1836 | 1841 | 1846 | 1851 |
| ---- | ---- | ---- | ---- | ---- | ---- | ---- | ---- | ---- |
| 391  | 479  | 470  | 510  | 582  | 619  | 598  | 615  | 653  |

| 1856 | 1861 | 1866 | 1872 | 1876 | 1881 | 1886 | 1891 | 1896 |
| ---- | ---- | ---- | ---- | ---- | ---- | ---- | ---- | ---- |
| 687  | 703  | 693  | 662  | 632  | 649  | 592  | 563  | 525  |

| 1901 | 1906 | 1911 | 1921 | 1926 | 1931 | 1936 | 1946 | 1954 |
| ---- | ---- | ---- | ---- | ---- | ---- | ---- | ---- | ---- |
| 508  | 478  | 425  | 430  | 400  | 382  | 329  | 348  | 324  |

| 1962 | 1968 | 1975 | 1982 | 1990 | 1999 | 2005 | 2006 | 2010 |
| ---- | ---- | ---- | ---- | ---- | ---- | ---- | ---- | ---- |
| 394  | 457  | 400  | 427  | 460  | 429  | 435  | 440  | 561  |

| 2015 | 2020 | 2022 | - | - | - | - | - | - |
| ---- | ---- | ---- | - | - | - | - | - | - |
| 580  | 538  | 526  | - | - | - | - | - | - |

## Économie
La Rochénard est une commune rurale agricole avec quatre fermes en polyculture : blé, colza, tournesol.
Un projet controversé de mégabassine a été l'objet d'une importante manifestation début 2022.

## Équipements ou Services
Le village possède une salle des fêtes.

### Enseignement
Une école en regroupement pédagogique avec les communes de Vallans et La Foye-Monjault.

### Sports
Un terrain de sports.

### Santé
Une maison de retraite avec une unité maladie d'Alzheimer.

## Vie locale
Le village possède un coiffeur situé sur la place du village. La grande ville environnante est la ville de Niort (plus de 50 000 habitants) à l'est-nord-est[réf. nécessaire].

## Lieux et monuments
- L’église Saint-Laurent, premier sanctuaire roman date du XIIe siècle, il reste des fragments de colonnes et des chapiteaux à grosses feuilles de lierre, reconstruite au même emplacement au XIVe siècle, ensuite détruite par les guerres de religion. Dotée au XIXe siècle d’un clocher-porche de style ogival avec une flèche couverte d’ardoise. Ce clocher est précipité dans la nef de l’église au cours de la tempête de décembre 1999 et reconstruit à l’identique. Ce clocher est pourvu d’une cloche Marie-Cléopâtre de 313 kg, bénite en 1868.
- Résidence Clodomir-Arnaud.
- Le château d’eau, transformé en observatoire, permet d'observer la plaine et le marais, on peut y découvrir une fresque relatant l’histoire du village et des panneaux d’explication sur le fonctionnement des châteaux d’eau.

## Personnalités liées à la commune
- Clodomir Arnaud (1884-1962). Instigateur des caisses locales de mutualité agricole et créateur en 1945 de la Confédération générale de l'agriculture, il a participé au développement de la commune dont il fut le maire de 1919 à 1959. Reçoit en 1951 la Légion d'honneur pour son œuvre constructive d’éternel bâtisseur et novateur.[réf. nécessaire]